# Rising in the East
Rising in the East – koncert zapisany na oficjalnym DVD przez brytyjski zespół heavymetalowy Judas Priest i wydany w 2006 roku w Polsce przez Warner Music Group.
Jest to zbiór 22 utworów nagranych podczas koncertu w maju 2005 roku w znanej sali koncertowej Nippon Budōkan w Tokio (Japonia). Koncert promuje najnowszą płytę Angel of Retribution (2005). Zespół występuje, według fanów, w najlepszym dotychczasowym składzie, czyli wokal – Rob Halford, gitary – K.K. Downing i Glenn Tipton, bas – Ian Hill, perkusja – Scott Travis.

## Lista utworów
1. The Hellion/Electric Eye
2. Metal Gods
3. Riding On The Wind
4. The Ripper
5. A Touch Of Evil
6. Judas Rising
7. Revolution
8. Hot Rockin'
9. Breaking the Law
10. I'm A Rocker
11. Diamonds And Rust
12. Worth Fighting For
13. Deal With The Devil
14. Beyond The Realms Of Death
15. Turbo Lover
16. Hellrider
17. Victim Of Changes
18. Exciter
19. Painkiller
20. Hell Bent For Leather
21. Living After Midnight
22. You've Got Another Thing Comin